# Prosopocera speciosa
Prosopocera speciosa är en skalbaggsart som beskrevs av Stefan von Breuning 1938. Prosopocera speciosa ingår i släktet Prosopocera och familjen långhorningar.
Artens utbredningsområde är Moçambique. Inga underarter finns listade i Catalogue of Life.